# Pleurothallis talpinaria
Pleurothallis talpinaria är en orkidéart som beskrevs av Heinrich Gustav Reichenbach. Pleurothallis talpinaria ingår i släktet Pleurothallis och familjen orkidéer. Inga underarter finns listade i Catalogue of Life.